# Caldo Verde Records
 (août 2018).
Caldo Verde Records est un label de rock indépendant et de folk fondé en 2005 par les Red House Painters et le leader de Sun Kil Moon, Mark Kozelek. Le label publie principalement des enregistrements de Kozelek et de son groupe, mais publia également des albums de Jesu, Corrina Repp, Retribution Gospel Choir, et Kath Bloom. Nyree Watts est la photographe attitrée du label, la majorité des albums publiés par ce dernier portent sa signature.

## Artistes produits
- Mark Kozelek
- Sun Kil Moon
- Jesu
- Corrina Repp (un album publié)
- Retribution Gospel Choir (un album publié)
- Kath Bloom (un album publié)
- Desertshore (Phil Carney and Chris Connolly)
- Heirlooms of August (Jerry Vessel, ancien bassiste de Red House Painters)

## Discographie
- CV001: Tiny Cities, Sun Kil Moon (1 novembre 2005)
- CV002: The Absent and the Distant, Corrina Repp (19 septembre 2006)
- CV003: Little Drummer Boy Live, Mark Kozelek (28 novembre 2006)
- CV004: Ghosts of the Great Highway (2CD réédition), Sun Kil Moon (6 février 2007)
- CV005: Retribution Gospel Choir, Retribution Gospel Choir (18 Mars 2008)
- CV006: April, Sun Kil Moon (1er avril 2008)
- CV007: Nights LP (et le livre Nights of Passed Over), Mark Kozelek (1er avril 2008) (le dos de la jaquette le classe également comme CV007)
- CV007: The Finally LP, Mark Kozelek (9 décembre 2008)
- CV008: Lost Verses Live, Mark Kozelek (12 Mai 2009)
- CV009: Opiate Sun EP, Jesu (27 octobre 2009)
- CV010: Thin Thin Line, Kath Bloom (9 février 2010)
- CV011: Admiral Fell Promises, Sun Kil Moon (13 juillet 2010)
- CV012: Drifting Your Majesty, Desertshore (19 octobre 2010)
- CV013: Ascension, Jesu (10 Mai 2011)
- CV014: Forever the Moon, Objets d'août (21 juin 2011)

### Autres sorties
- CVPRO1: 7 Songs Belfast EP, Mark Kozelek (CD offert lors d'achats sur le site de Caldo Verde) (1er juillet 2008)
- VFR-2008-2 (Caldo Verde/Vinyl Films): Tonight the Sky EP, Sun Kil Moon (6 janvier 2009) (uniquement sorti en vinyle)
- CVPRO2: Find Me, Ruben Olivares: Live in Spain, Mark Kozelek (CD offert lors d'achats sur le site de Caldo Verde) (1er avril 2009)
- VFR-2009-1: Finally LP double vinyle, Mark Kozelek (décembre 2009)
- VFR 2009-2: Lost Verses Live double vinyle, Mark Kozelek (décembre 2009)
- CVPRO3: I'll Be There EP, Sun Kil Moon (EP en édition limitée offert avec Admiral Fell Promises lors d'achats sur le site de Caldo Verde) (13 juillet 2010)
- CVPRO4: Live at Union Chapel & Södra Teatern, Mark Kozelek (CD offert lors d'achats sur le site de Caldo Verde) (1er Mars 2011)